# Boulevard du Maréchal-Joffre (Bourg-la-Reine)
Le boulevard du Maréchal-Joffre est une voie de communication de Bourg-la-Reine dans les Hauts-de-Seine. Il suit le parcours de la route départementale 920.

## Situation et accès
Le boulevard du Maréchal-Joffre est desservi par la gare de Bourg-la-Reine, qui donne sur la place de la Gare.
Partant du nord, il croise la rue Élie-Le-Gallais puis traverse le carrefour de la rue de Fontenay et de la rue du 8-Mai-1945, puis celui de la rue André-Theuriet et de la rue René-Roeckel, et se termine à la limite de Sceaux.

## Origine du nom
Ce boulevard porte le nom de l'officier général français de la Première Guerre mondiale et maréchal de France Joseph Joffre (1852-1931).

## Historique
Il a été réalisé dans les années 1930 sur proposition du député de la Seine Alfred Nomblot. Les alentours sont complètement transformés, et le tracé de cette nouvelle voie est obtenu en alignant les anciennes rue des Coteaux-Jamin, rue Guillard, rue du Luxembourg et rue de l'Yvette.

## Bâtiments remarquables et lieux de mémoire
- Au no 51 : salle d'exposition Espace des Colonnes.
- Marché de Bourg-la-Reine[3].